# 대한민국 형사소송법 제324조
대한민국 형사소송법 제324조는 상소에 대한 고지에 대한 형사소송법의 조문이다.

## 조문
제324조(상소에 대한 고지)형을 선고하는 경우에는 재판장은 피고인에게 상소할 기간과 상소할 법원을 고지하여야 한다.

第324條(上訴에 對한 告知)刑을 宣告하는 境遇에는 裁判長은 被告人에게 上訴할 期間과 上訴할 法院을 告知하여야 한다.

## 참조조문
제147조(판결선고시의 훈계) 재판장은 판결을 선고함에 있어서 피고인에게 적절한 훈계를 할 수 있다.

제147조의2(보호관찰의 취지등의 고지, 보호처분의 기간) ① 재판장은 판결을 선고함에 있어서 피고인에게 형법 제59조의2, 형법 제62조의2의 규정에 의하여 보호관찰, 사회봉사 또는 수강(이하 "보호관찰등"이라고 한다)을 명하는 경우에는 그 취지 및 필요하다고 인정하는 사항을 설명하여야 한다.
②법원은 판결을 선고함에 있어 형법 제62조의2의 규정에 의하여 사회봉사 또는 수강을 명하는 경우에는 피고인이 이행하여야 할 총 사회봉사시간 또는 수강시간을 정하여야 한다. 이 경우 필요하다고 인정하는 때에는 사회봉사 또는 수강할 강의의 종류나 방법 및 그 시설 등을 지정할 수 있다.
③형법 제62조의2제2항의 사회봉사명령은 500시간, 수강명령은 200시간을 각 초과할 수 없으며, 보호관찰관이 그 명령을 집행함에는 본인의 정상적인 생활을 방해하지 아니하도록 한다.  <개정 1998.6.20.>
④형법 제62조의2제1항의 보호관찰·사회봉사·수강명령은 둘 이상 병과할 수 있다.  <신설 1998.6.20.>
⑤사회봉사·수강명령이 보호관찰과 병과하여 부과된 때에는 보호관찰기간내에 이를 집행하여야 한다.  <신설 1998.6.20.>
[본조신설 1996.12.3.]

제147조의3(보호관찰의 판결등의 통지) ① 보호관찰등을 조건으로 한 판결이 확정된 때에 당해 사건이 확정된 법원의 법원사무관등은 3일 이내에 판결문등본을 대상자의 주거지를 관할하는 보호관찰소의 장에게 송부하여야 한다.  <개정 1998.6.20.>
②제1항의 서면에는 법원의 의견 기타 보호관찰등의 자료가 될 만한 사항을 기재한 서면을 첨부할 수 있다.
[본조신설 1996.12.3.]

제147조의4(보호관찰등의 성적보고) 보호관찰등을 명한 판결을 선고한 법원은 보호관찰등의 기간 중 보호관찰소장에게 보호관찰 등을 받고 있는 자의 성적에 관하여 보고를 하게 할 수 있다.
[본조신설 1996.12.3.]

제148조(피고인에 대한 판결등본의 송달) 법원은 피고인에 대하여 판결을 선고한 때에는 선고일로부터 14일 이내에 피고인에게 그 판결서등본을 송달하여야 한다. 다만, 불구속 피고인과 법 제331조의 규정에 의하여 구속영장의 효력이 상실된 구속 피고인에 대하여는 피고인이 송달을 신청하는 경우에 한하여 판결서등본을 송달한다.  <개정 1996.12.3., 2000.7.15.>
[제목개정 1996.12.3.]

## 참고 문헌
- 손동권 신이철, 새로운 형사소송법(초판, 2013), 세창, 2013. ISBN 9788984114081

## 같이 보기
- 상소